# Monardella macrantha
Monardella macrantha är en kransblommig växtart som beskrevs av Asa Gray. Monardella macrantha ingår i släktet Monardella och familjen kransblommiga växter.

## Underarter
Arten delas in i följande underarter:
- M. m. hallii
- M. m. macrantha